# Lista gmin w stanie Kalifornia Dolna

Lokalizacja stanu Dolna Kalifornia na mapie Meksyku

Podział stanu Dolna Kalifornia na gminy

Meksykański stan Dolna Kalifornia dzieli się na 5 gmin (municipios).
| INEGI (kod statystyczny) | Nazwa gminy        | Siedziba władz     | Liczba ludności |
| ------------------------ | ------------------ | ------------------ | --------------- |
| 001                      | Ensenada           | Ensenada           | 413 481         |
| 002                      | Mexicali           | Mexicali           | 855 962         |
| 003                      | Tecate             | Tecate             | 91 034          |
| 004                      | Tijuana            | Tijuana            | 1 410 687       |
| 005                      | Playas de Rosarito | Playas de Rosarito | 73 305          |

Każda gmina w stanie Dolna Kalifornia podzielona jest jeszcze na mniejsze jednostki administracyjne zwane delegaciones, które mają swoje władze wykonawcze, są autonomicznymi okręgami wyborczymi, lecz nie mają władz ustawodawczych.